# Casa a l'avinguda Europa, 34 (Llançà)
La Casa a l'avinguda Europa, 34 és una obra de Llançà (Alt Empordà) inclosa a l'Inventari del Patrimoni Arquitectònic de Catalunya.

## Descripció
Situada dins del nucli urbà de la població de Llançà, a la banda de ponent del terme.
Edifici aïllat amb jardí de planta quadrada, amb la coberta de teula de tres vessants i distribuït en una sola planta. Presenta un petit cos adossat a la façana posterior, amb la coberta d'un sol vessant i, davant la porta d'accés principal, un porxo quadrat format per dues columnes cilíndriques que sostenen una teulada de tres vessants, amb voladís i barbacanes. Aquest tipus de voladís es repeteix a la resta de paraments. La construcció presenta obertures rectangulars amb els emmarcaments arrebossats. Als extrems de la façana principal hi ha dues finestres cantoneres separades per una columna cilíndrica, i alhora, aquest parament està coronat per un plafó d'obra esglaonat, amb baranes de gelosia i decoració d'esgrafiats vegetals i florals.
La construcció presenta els paraments exteriors decorats amb un aplacat de peces rectangulars, delimitat per un fris amb decoracions esgrafiades. A la façana principal, les plaques estan decorades amb rombes geomètrics.
L'edifici presenta un cos adossat a la façana de tramuntana, de construcció més recent i utilitzat com a garatge.